# Love Is a Stranger
Love Is a Stranger ist ein Lied von den Eurythmics aus dem Jahr 1982. Es wurde von Annie Lennox und David A. Stewart geschrieben und von Stewart und Adam Williams produziert.

## Entstehung
Nach dem kommerziellen Misserfolg der zwei ebenfalls 1982 veröffentlichten Singles This Is the House und The Walk war das Duo auf einen kommerziellen Erfolg angewiesen, um sich der weiteren finanziellen Unterstützung durch ihr Plattenlabel RCA Records sicher zu sein. Aus diesem Grund schrieben sie das Lied bewusst radiofreundlich mit einem tanzbaren Rhythmus und einer eingängigen Melodie. Die Aufnahmen fanden im Heimstudio der Eurythmics in London statt, daran beteiligt waren neben Stewart an den Synthesizern und Lennox als Sängerin auch Hintergrundsängerin Kiki Dee. Das seltsame Grunzen im Hintergrund stammt von dem Inhaber eines Restaurants in der Nachbarschaft des Studios und wurde nachträglich mit Hall verfremdet.

## Veröffentlichung und Erfolg
Die Erstveröffentlichung erfolgte am 8. September 1982 als dritte Vorabsingle zum kommenden zweiten Album Sweet Dreams (Are Made of This) in zwei Versionen. Auf der B-Seite der einen Version befand sich das Stück Monkey Monkey, auf der anderen Version This City Never Sleeps. Weiterhin erschien eine Maxisingle, auf deren B-Seite sich neben Monkey Monkey mit Lets Just Close Our Eyes eine Neueinspielung der zweiten 1982er Single The Walk befand. 
Anfang November stieg die Single in die Singlecharts ein und erreichte dort Platz 54. Nach dem Charterfolg des dazugehörigen Studioalbums erschien Ende März 1983 ein Re-Release, der bis auf Platz 12 der Singlecharts stieg.

## Musikvideo
Überzeugt vom kommerziellen Potential des Liedes wurde im September 1982 mit einem Budget von 12.000 GBP ein Musikvideo für Promotionzwecke gedreht. Regie führte Mike Brady, produziert wurde es von Jon Roseman, der bereits das Video zu Queens Bohemian Rhapsody gedreht hatte. Gedreht wurde es auf der Hammersmith Bridge sowie in der Nähe von Maida Vale. Die Künstler entschieden, die Rollen im Video selber zu übernehmen, Stewart spielt den Chauffeur einer Limousine, Annie Lennox eine Prostituierte. Im ersten Teil des Videos, der in der Limousine gedreht wurde, ist sie teuer gekleidet und trägt eine blonde Perücke. Im mittleren Teil, der in der Wohnung von Stewarts Mutter spielt, trägt sie eine schwarze Perücke. Dieser Teil war sadomasochistisch geprägt mit viel Leder und einer sich am Boden räkelnden und stöhnenden Protagonistin. Im dritten Teil des Videos tritt sie ungeschminkt und in Männerkleidung auf und endet als Puppe, die vom Chauffeur gesteuert wird.
Um das Video rankt sich die Legende, dass der US-amerikanischen Musiksender MTV eine Geburtsurkunde von Lennox verlangt habe, um sicherzugehen, dass sie eine Frau und kein Transvestit sei. Tatsächlich schaltete der verantwortliche Sendeleiter das Video während der Erstausstrahlung an der Stelle ab, als Lennox die Limousine verlässt und sich die blonde Perücke vom Kopf zieht, weil er Lennox für einen Transvestiten hielt. Das Video wurde in der Folgezeit nicht mehr bei MTV gezeigt, trotzdem wurde es von der britischen Zeitschrift Music and Video Week als Video des Jahres 1982 ausgezeichnet.

## Coverversionen
- 1992: Weather Girls
- 2000: Rosetta Stone
- 2008: Martha Wainwright